# Walter Burton Harris
Walter Burton Harris (Londres, 29 de junho de 1866 — 4 de abril de 1933) foi um jornalista, escritor, viajante e socialite que ficou célebre pelos seus escritos sobre Marrocos, onde trabalhou durante muitos anos como correspondente especial do jornal inglês The Times. Instalou-se naquele país quando tinha 19 anos, tendo construído uma luxuosa villa em Tânger, onde viveu grande parte da sua vida. As suas competências linguísticas e aparência física permitiram-lhe passar como um marroquino nativo, viajando para partes do país consideradas fora dos limites permitidos a um estrangeiro.
Escreveu vários livros e artigos bem recebidos pelo público sobre as suas viagens em Marrocos e outros países no Próximo e Médio Oriente. Desempenhou também um papel signficativo, se bem que nem sempre construtivo, nas intrigas diplomáticas europeias no virar do século XX.

## Biografia
Walter Harris nasceu em Londres como segundo filho de um próspero mediador de seguros e de navegação, Frederick W. Harris. A sua família incluía pessoas como Sir Austin Edward Harris, que se tornou um banqueiro notório, e Frederick Leverton Harris, membro do Parlamento Britânico. Foi educado em Harrow e durante um curto período frequentou a Universidade de Cambridge. Aos 18 anos já tinha viajado à volta do mundo.
Em 1887 acompanhou uma missão diplomática a Marrocos e fixou residência em Tânger quanod tinha 19 anos. Foi casado durante um breve período com Lady Mary Savile, a filha do 4º conde de Mexborough, mas o casamento foi anulado por algeadamente não ter sido consumado. Viveu abertamente um estilo de vida  homossexual, tendendo para a pedofilia, o que não era grande estorvo na sociedade de Tãnger do seu tempo. Era rico e subsistia graças a uma mesada pessoal e a um salário do The Times. Era um ambicioso "alpinista social" que procurava associar-se com a realeza e políticos de alto escalão.
Falava fluentemente francês, castelhano e árabe marroquino o que, aliado à suas caraterísticas físicas, lhe permitiam passar por um marroquino. Podia por isso viajar pelo interior do país, algo que na altura era proibido aos estrangeiros, e descrever locais onde nenhum europeu tinha estado. Durante as suas viagens disfarçava-se como um habitante do Rife, com a aparência — segundo a descrição do The Times — do '«tipo de fanático completo, com a cabeça toda rapada exceto um tufo de um pé de comprimento pendendo do alto, [...] [com] uma djellaba castanha curta, pescoço e pernas nuas com um bronzeado avermelhado, com um mosquete comprido nativo, e olhando furtivamente à quando caminhava, como fazem os nativos».
Ganhou rapidamente o respeito dos marroquinos pelas suas explorações e fez alguns amigos pouco comuns, como o caudilho das montanhas Raisuni, que combateu várias vezes contra o governo marroquino (e depois os espanhóis) durante os primeiros 25 anos do século XX. Harris foi preso durante um curto período por Raisuni, tendo sido libertado numa troca de prisioneiros, mas ficou amigo do caudilho sobre o qual depois escreveu com admiração. Foi também confidente de pelo menos três sultões marroquinos e construiu para si próprio um luxuosa villa em Tânger a que chamou Villa Harris.

## Carreira como jornalista e envolvimento político
Harris começou a escrever para o The Times em 1887 e tornou-se correspondente permanente a partir de 1906, num período em que Marrocos estava a começar a ser um foco de conflito entre as potências europeias. Teve um perspetiva em primeira mão dos conflitos dinásticos e enfraquecimento político que culminaram em Marrrocos tornar-se um protetorado francês e espanhol em 1912. Relatou os eventos daquele período numa série de artigos para o The Times e escreveu vários livros sobre as suas viagens em Marrocos. Também viajou noutras paragens, como o Egito, o Próximo e Médio Oriente. Foi correspondente especial no Iémen em 1892 e em Atenas e 1915, onde causou uma disputa entre o rei Constantino e Elefthérios Venizélos depois de ter escrito artigos para o The Times onde criticava o último. Dizia ter trabalhado para os serviços de informações do Almirantado Britânico durante a última parte da Primeira Guerra Mundial.
Harris teve um papel ativo nas disputas internacionais em Marrocos, tendo usado a sua proximidade com as mais altas figuras marroquinas para influenciar o curso dos eventos. A Grã-Bretanha era desde há muito o principal parceiro comercial de Marrocos e inicialmente Harris opôs-se às ambições de França de desempenhar um papel mais importante no país. Na sua opinião a independência de Marrocos devia ser preservada e o país devia ser ajudado para se modernizar e ultrapassar a desordem endémica que o afetava. Nesse sentido, inicialmente apoiou os alemães, que também se opunham ao envolvimento francês em Marrocos, até que recebeu instruções em 1905 de Valentine Chirol, editor do The Times com estreitas ligações ao Foreign Office (Ministério dos Negócios Estrangeiros britânico), que era necessário apoiar os franceses. A Entente Cordiale, assinada em 1904, atribuía claramente Marrocos à esfera de influência de França, em troca do Egito ficar sob a influência do Reino Unido. Por conseguinte, Harris atenuou a sua hostiliade com França, apesar de continuar a fazer pressão para que houvesse assistência internacional para que Marrocos se modernizasse. Depois acabou por elogiar a eficiência do governo colonial do chamado Marrocos Francês e criticar de forma contudente a má administração do Marrocos Espanhol. A sua atuação nem sempre foi útil para o governo britâncio pois era frequente ele minar os esforços dos diplomatas seus compatriotas em Marrocos; alguns viam-no como um aliado útil e intermediário devido aos seus muitos contactos, enquanto outros o desconsideravam completamente.
França ficou muito grata a Harris pelas suas ações em seu prole e agraciou-ou com a Legião de Honra e com o título de comandante da Ordem do Ouissam El Alaouite. Os seus escritos de viagem valeram-lhe uma bolsa da Real Sociedade Geográfica. Estava longe de ser modesto quanto aos seus feitos; nas palavras do editor e reeditor do seu livro Morocco That Was, «adorava contar histórias, especialmente sobre ele próprio», a ponto de «ser difícil distinguir a verdade da lenda [...] adorava fazer do seu papel em qualquer história que contasse um hino à sua inteleigência, astúcia, bravura, popularidade e importância. Todos os seus gansos tinha que ser cisnes.»

## Na cultura popular
A personagem de Walter Harris, interpretada por Kevin McNally, aparece num dos episódios da série de televisão The Young Indiana Jones Chronicles, onde ele resgata o jovem Indiana Jones de um mercado de escravos em Marraquexe.

## Obra literária
- The Land of the African Sultan: Travels in Morocco, Sampson Low, Marston, Searle & Rivington, 1889

- A Journey through the Yemen, William Blackwood, 1893

- Tafilat: The Narrative of a Journey of Exploration to the Atlas Mountains and the Oases of the North-west Sahara, William Blackwood, 1895

- From Batum to Baghdad by way of Tiflis, Tabriz and Persian Kurdistan, William Blackwood & Son, 1896

- Morocco That Was, William Blackwood & Sons, 1921

- France, Spain and the Rif, Arnold, 1927

- East for Pleasure: The Narrative of Eight Months' Travel in Burma, Sian, the Netherlands East Indies and French Indo-China, Arnold, 1929

- East Again: The Narrative of a Journey in the Near, Middle and Far East, Butterworth, 1933